# Rimpfischhorn
O Rimpfischhorn, com  4.199 metros de altura, é das uma montanhas situadas no Cantão do Valais na Suíça. É um dos 82 picos com mais de 4.000 metros de altura nos Alpes Valaisanos, e é acessível pelas comunas de Zermatt ou de Saas Fee. 

## Ascensões
- 9 de Setembro de 1859 - Primeira ascensão por Melchior Anderegg, Leslie Stephen, R. Liveing et Johann Zumtaugwald.
- 1912 - Primeira descida invernal em esqui por Marcel Kurz.